# Pentrit
Pentrit (skr. od pentaeritritol), pentaeritritol-tetranitrat (PETN), bijeli kristalni prah netopljiv u vodi, dobro topljiv u acetonu, vrlo jak brizantni eksploziv s velikom brzinom detonacije (8300 m/s). Pripravlja se nitriranjem pentaeritritola. Osjetljiv je na udar, ali manje od glicerol-trinitrata (nitroglicerina), pa se upotrebljava flegmatiziran s voskom, parafinom ili nekim uljem. Gori plavkasto-zelenim plamenom, a pri izazivanju visokom temperaturom dolazi do snažne eksplozije. U prešanom obliku rabi se za pripravu kapica (kapsula) detonatora i detonirajućih štapina, za punjenje nagaznih mina te artiljerijskih zrna. Čist pentrit upotrebljava se samo za donje punjenje detonatorskih kapsula. Za miniranje i rušenje se rijetko upotrebljava jer mu je skupa izada. Pripada u jake brizantne eksplozive. Sastavni je dio plastičnog eksploziva pentrinita, koji se sve više koristi u suvremenim mulisekundarnim detonirajućim štapinima.